# Saint-Pierre-le-Vieux (Saône-et-Loire)
Saint-Pierre-le-Vieux é uma comuna francesa na região administrativa de Borgonha-Franco-Condado, no departamento de Saône-et-Loire. Estende-se por uma área de 15,79 km². Em 2010 a comuna tinha 371 habitantes (densidade: 23,5 hab./km²).